# Ceratocapsus complicatus
Ceratocapsus complicatus är en insektsart som beskrevs av Knight 1927. Ceratocapsus complicatus ingår i släktet Ceratocapsus och familjen ängsskinnbaggar. Inga underarter finns listade i Catalogue of Life.